# Захаровське сільське поселення (Красночикойський район)
Заха́ровське сільське поселення (рос. Захаровское сельское поселение) — сільське поселення у складі Красночикойського району Забайкальського краю Росії.
Адміністративний центр — село Захарово.

## Населення
Населення сільського поселення становить 1183 особи (2019; 1380 у 2010, 1587 у 2002).

## Склад
До складу сільського поселення входять:
| Населений пункт | Населення, осіб (2002) | Населення, осіб (2010) |
| --------------- | ---------------------- | ---------------------- |
| Аца, село       | 210                    | 175                    |
| Захарово, село  | 746                    | 699                    |
| Осиновка, село  | 220                    | 169                    |
| Фомичово, село  | 411                    | 337                    |